# Стефан (Стайков)
Митрополит Стефан (в мире Стайко Петров Стайков; 13 (26) октября 1907, село Кара Хюсеин — 10 ноября 1995, Велико-Тырново) — епископ Болгарской православной церкви, митрополит Великотырновский.

## Биография
Роден на 13 (26) октября 1907 года в селе Кара Хюсеин, Варненско. Рос в многодетной бедной семье, был последним, седьмым ребёнком. Сызмальства воспитывался в прилежании и добродеятельности. Его отец, Пётр Стайков Сарянчев пел в сельском храме Святой Троицы. Его мать, Мара Попсавова Жекова, была домохозяйкой, в дополнение к заботе о своей семье, активно помогала супругу в его делах.
Начальное образование Стайко получил в родном селе. Закончил прогимназию в селе Козлуджа, Варненско.
Желая продолжить образование, ценой больших трудов и лишений, осенью 1921 года поступил в Пловдивскую духовную семинарию, которую закончил в 1927 году.
С сентября 1927 года Стайко Стайков назначен певцом при варненском храме Святого архангела Михаила.
С начала 1928 года поступил на Богословский факультет Софийского университета святого Климента Охридского. Студенческие годы не были лёгкими в материальном отношении, но вопреки всем трудностям, Стайко учился прилежно и завершил полный курс обучения в 1932 году.
После защиты диплома, с 1932 до 1938 года Стайко Стайков был писарем и проповедником при Варненско-Преславской митрополии, а также хористом в варненском хоре «Морски звуци» с дирижёром священником Христо Михайловым.
4 января 1935 года в варненском кафедральном храме Успения Богородицы Стайко Стайков митрополитом Варненским и Преславским Симеоном был пострижен в рясофор с именем Стефан.
На следующий день, 5 января, в том же храме рукоположён митрополитом Симеоном в сан иеродиакона.
С благословением Варненского и Преславского митрополита Симеона в конце 1935 года иеродиакон Стефан организовал и руководил церковно-певческими курсами при монастыре святых Кирилла и Мефодия в Преславе. В то время Стефан обращается с письмом к профессору Петру Никову, племяннику митрополита Симеона, в котором просил ходатайствовать перед владыкой чтобы его послали на годичную специализацию за рубежом за счёт средств епархиального образовательного фонда «Митрополит Симеон». Получив благословение, с ноября 1937 года до сентября 1938 года иеродиакон Стефан находился на богословской и языковой специализации во Фрайбурге, Германия.
После возвращения на родину, 19 декабря 1938 года в варненском храме Святого Николая рукоположён в сан иеромонаха митрополитом Варненским и Преславским Иосифом.
С конца 1938 года до начала 1939 года — финансовый ревизор при Варненско-Преславской митрополии.
В 1939/1940 учебном году иеромонах Стефан был учителем-воспитателем в Пловдивской духовной семинарии. Едва он получил новое назначение, его застала скорбная весть о смерти матери.
В сентябре 1940 года молодой священник отправился в Германию ещё раз, где продолжил обучение на юридическом факультета университета в Бреслау. В 1944 году завершил обучение со степенью доктора права, защитив диссертацию на тему «Церковь и государство в Болгарии».
2 августа 1944 года иеромонах Стефан начинает служение в Пловдивской епархии, где назначен епархиальным проповедником.
7 января 1946 года решением Священного Синода возведён в достоинство архимандрита митрополитом Пловдивским Кириллом.
С 16 юни 1947 года по апрель 1950 года архимандрит Стефан служило протосингелом Пловдивской митрополии. Здесь он исполняет свои обязанности очень тщательно, служит регулярно, сам или вместе с митрополитом Кириллом объезжал различные населённые места епархии.
По предложению Пловдивского митрополита Кирилла, 2 апреля 1950 года в кафедральном храме-памятнике Святого Александра Невского в Софии архимандрит Стефан был хиротонисан во епископа с титулом Главиницкого и был назначен викарием на Пловдивского митрополита. Данный пост он занимал до января 1962 года. Как викарный епископ, Стефан и тут был активен и неутомим в служении, как богослужении так и административной деятельности. Это стало особенно заметно в период с 1953 по 1962 год, когда он де факто был временным управляющим Пловдивской епархией, поскольку митрополит пловдивский Кирилл, став патриархом, до 1969 года не был освобождён от управления Пловдивской кафедрой, хотя пребывал в основном в Софии.
21 января 1962 года епископ Стефан избран, а на 28 январи того же года канонически утверждён за митрополитом Великотырновским.
Устав не только физически, но и духовно от тревог своего времени, митрополит Стефан просил хиротонисать архимандрита Дометиана в викарного епископа для него.
Несмотря на своё тяжёлое состояние, старался регулярно присутствовать на заседаниях Священного Синода.
27 января 1992 года, в силу пожилого возраста и плохого состояния здоровья, митрополит Стефан был освобождён от всяких административных обязанностей и уволен на покой с проживанием в митрополичьем доме.
Весной 1992 года в Болгарской Православной Церкви наметился раскол. Воспользовавшись плохим состоянием здоровья митрополита Стефана, корыстолюбивые личности ввели в заблуждение архиерея, который поставил свою подпись под резолюцией раскольников, что в свою очередь повлекло нежелательные и может быть не совсем справедливые каноничные санкции в отношении него.
Незадолго до своей смерти, в марте и мае 1995 года, в момент умственного просветления, митрополит Стефан собственноручно написал два покаянных письма Патриарху Болгарскому Максиму и Священному Синоду в которых просил снять с него прощения за действия своих собратьев-архиереев, которые те совершили.
Скончался 10 ноября 1995 года в Великом Тырнове в возрасте 88 лет. Отпевание совершено 12 ноября патриархом Максимом и членами Священного Синода в великотырновском кафедральном храме Рождества Богородицы. Погребён в притворе храма монастыря Святого Николая в селе Арбанаси Великотырновской области.

## Награды
- орден Святых Кирилла и Мефодия I степени (Болгарская православная церковь)
- Орден святого равноапостольного великого князя Владимира II степени (Русская православная церковь)
- Крест на святого апостола и евангелиста Марка I степени (Александрийская православная церковь)